# St Peter-in-Chains Roman Catholic Church

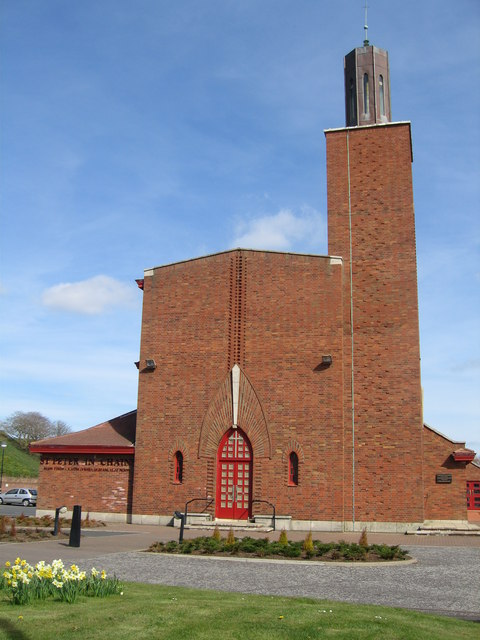
St Peter-in-Chains Roman Catholic Church

Die St Peter-in-Chains Roman Catholic Church ist ein römisch-katholisches Kirchengebäude in der schottischen Stadt Ardrossan in der Council Area North Ayrshire. 1978 wurde das Bauwerk in die schottischen Denkmallisten zunächst in der Denkmalkategorie B aufgenommen. Die Hochstufung in die höchste Kategorie A erfolgte 1994. Die Kirche ist heute noch als solche in Verwendung.

## Beschreibung
Das 1938 errichtete Kirchengebäude liegt an der South Crescent Road, der Uferstraße Ardrossans am Firth of Clyde. Als Architekt zeichnete Jack Coia, Teilhaber des Architekturbüros Gillespie, Kidd & Coia, für den Entwurf verantwortlich. Dieser gilt als einer seiner akademischsten Entwürfe und ist von der Architektur des Rathauses von Stockholm inspiriert. Das Mauerwerk besteht aus Backstein und das Satteldach ist mit Ziegeln eingedeckt. Ein dekoratives Backsteinmuster schmückt das spitzbögige Hauptportal an der schlicht gestalteten Südseite. Es wird von zwei kleinen Spitzbogenfenstern flankiert. Auf dem flach abschließenden Glockenturm sitzt eine kleinere, kupferne Laterne mit oktogonalem Grundriss auf. Der Innraum ist sehr schlicht gestaltet mit cremefarbenem Verputz und einem Altar aus verschiedenfarbigen Marmorelementen.